# Balavoine sur scène
Albums de Daniel Balavoine
Un autre monde
(1980) Vendeurs de larmes
(1982)
Singles
1. La vie ne m'apprend rien
Sortie : novembre 1981

Balavoine sur scène est un album live de Daniel Balavoine enregistré à l'Olympia et sorti en 1981.
Il s'en vend 200 000 exemplaires.
Cet album live reprend la quasi-totalité des titres de son nouvel album, Un autre monde.

## Liste des chansons
| No  | Titre                    | Durée |
| --- | ------------------------ | ----- |
| 1.  | Un autre monde           |       |
| 2.  | Promenade                |       |
| 3.  | Allez hop !              |       |
| 4.  | Je suis bien             |       |
| 5.  | Lady Marlène             |       |
| 6.  | Me laisse pas m'en aller |       |
| 7.  | Rougeagèvre              |       |
| 8.  | La vie ne m'apprend rien |       |
| 9.  | Banlieue nord            |       |
| 10. | Détournement             |       |
| 11. | Twilight zone            |       |
| 12. | Le Chanteur              |       |
| 13. | Les oiseaux (1re partie) |       |
| 14. | Les oiseaux (2e partie)  |       |
| 15. | Lucie                    |       |
| 16. | Lipstick Polychrome      |       |
| 17. | Mon fils ma bataille     |       |
| 18. | Bateau toujours          |       |
| 19. | Quand on arrive en ville |       |
| 20. | Mort d'un robot          |       |
| 21. | Je ne suis pas un héros  |       |